# 나루사와역
나루사와역(일본어: 鳴沢駅)은 일본 아오모리현 니시쓰가루군 아지가사와정에 위치한 동일본 여객철도 고노 선의 철도역이다. 단선 승강장 1면 1선의 구조를 갖춘 지상역이다.

## 역 주변
- 오나루사와 온천
- 나루사와 강

## 역사
- 1925년 5월 15일 : 개업.
- 1971년 10월 1일 : 무인화.
- 1987년 4월 1일 : 일본국유철도 분할 민영화에 의해, 동일본 여객철도가 승계.
- 시기 불명 : 업무위탁 폐지, 완전 무인화.
- 2012년 8월 : 역사 개축.

## 인접 역
| 동일본 여객철도 고노 선      | 동일본 여객철도 고노 선 | 동일본 여객철도 고노 선 |
| ---------------------------- | ----------------------- | ----------------------- |
| 아지가사와 히가시노시로 방면 | 고노 선                 | 고시미즈 가와베 방면    |